# Mislata (Gerichtsbezirk)
Der Gerichtsbezirk Mislata ist einer der 18 Gerichtsbezirke in der Provinz Valencia.
Der Bezirk umfasst 2 Gemeinden auf einer Fläche von 7,21 km² mit dem Hauptquartier in Mislata.

## Gemeinden
| Gemeinde               | Einwohner (2024) | Fläche km² | Dichte Einw./km² | Cod INE | Postleitzahl |
| ---------------------- | ---------------- | ---------- | ---------------- | ------- | ------------ |
| Mislata                | 46.153           | 2,06       | 22.404           | 46169   | 46920        |
| Xirivella              | 31.745           | 5,15       | 6.164            | 46110   | 46950        |
| Gerichtsbezirk Mislata | 77.898           | 7,21       | 10.804           | –       | –            |